# Dependência digital

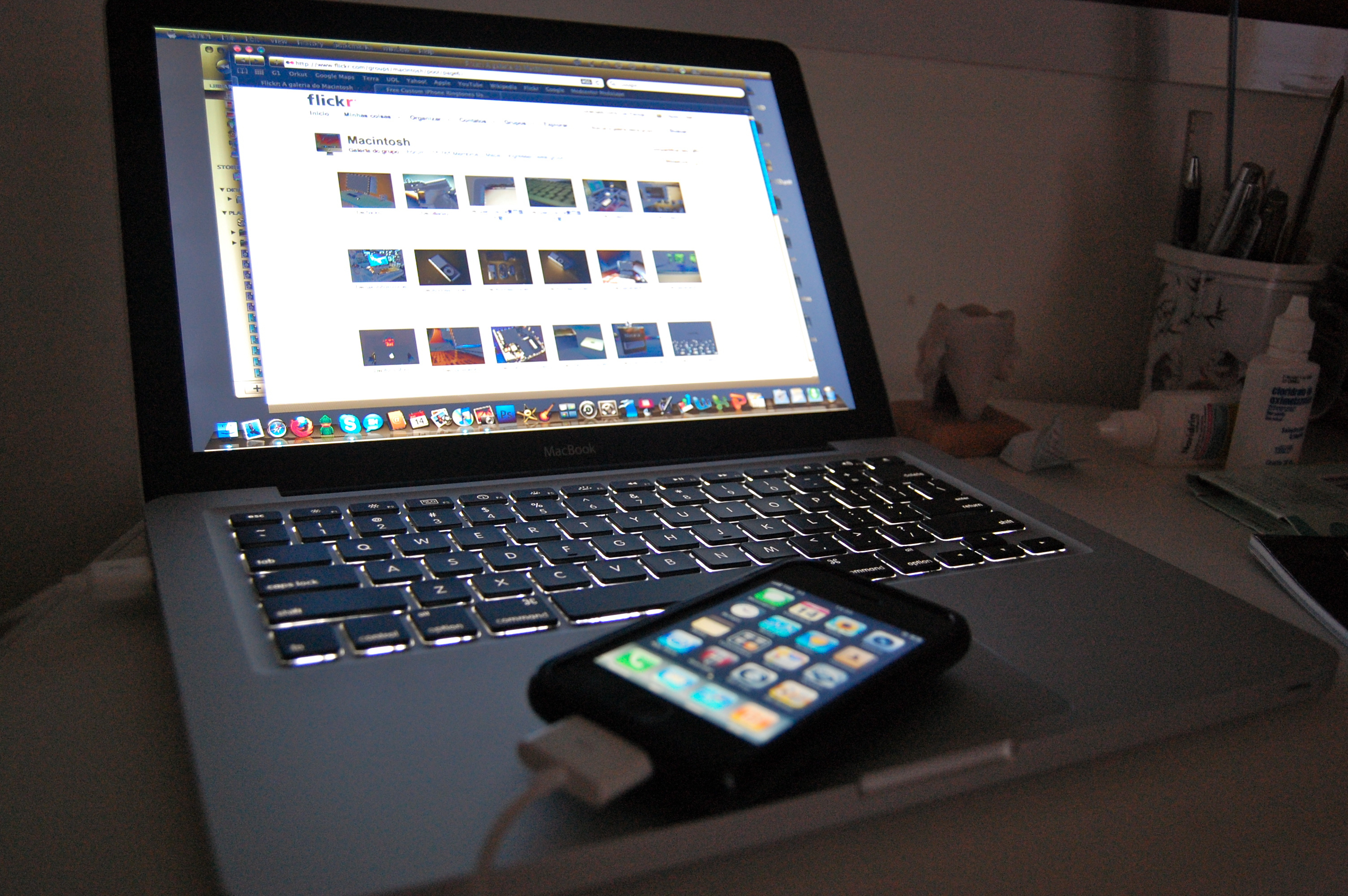
O uso excessivo de celulares e computadores é uma das principais características da dependência digital.

A dependência digital refere-se ao uso excessivo e compulsivo da internet, dispositivos móveis e outras tecnologias digitais, sendo capaz de interferir significativamente na vida cotidiana, podendo afetar relacionamentos, desempenho acadêmico e profissional, além do bem-estar físico e mental. Essa condição pode ser comparada à dependência química, uma vez em que envolve mecanismos de recompensa cerebral semelhantes, com a liberação de dopamina no cérebro. Esse prazer está ligado a atividades como downloads, interações, e-mails, e também a reações e curtidas nas redes sociais, recompensas em jogos online e outras formas de gratificação instantânea que resultam em descargas elétricas entre os neurônios, gerando a liberação de dopamina.

## Sintomas
A dependência digital manifesta-se através de diversos sintomas que podem ser observados em diferentes áreas da vida do indivíduo. Esses sintomas são comumente classificados em comportamentais, emocionais e físicos.

##### Sintomas comportamentais
- Uso excessivo da internet e dispositivos eletrônicos: O indivíduo passa muitas horas do dia conectado, seja navegando na internet, jogando ou usando redes sociais, apresentando dificuldade em controlar o tempo gasto online.
- Negligência de tarefas e responsabilidades: Tarefas diárias e responsabilidades como trabalho, estudo e atividades domésticas são frequentemente negligenciadas em favor do uso digital.
- Isolamento social: Há uma redução significativa no contato presencial com amigos e familiares, com uma preferência pela interação virtual, o que pode levar ao isolamento social.
- Dificuldade em desconectar: Sentir-se ansioso ou irritado quando não está conectado, demonstrando uma necessidade constante de estar online.

##### Sintomas emocionais
- Ansiedade e irritabilidade: Sentimentos de ansiedade e irritabilidade são comuns ao tentar reduzir ou interromper o uso da internet ou dispositivos digitais.
- Euforia ao estar conectado: O indivíduo sente-se extremamente feliz e animado enquanto está online, o que cria um ciclo de reforço positivo que contribui para a dependência.
- Sensação de alívio: A tecnologia é usada como uma forma de escapar de problemas ou aliviar sentimentos de culpa, ansiedade, depressão e solidão, criando uma dependência emocional ao uso digital.

##### Sintomas físicos
- Problemas de visão: Sintomas como visão embaçada, fadiga ocular e dores de cabeça frequentes ocorrem devido ao tempo prolongado em frente a telas.
- Distúrbios do sono: Dificuldades para dormir ou manter um sono de qualidade são comuns, frequentemente devido ao uso de dispositivos eletrônicos antes de dormir.
- Dores musculares e posturais: Dores nas costas, pescoço e punhos, causadas pela postura inadequada e repetição de movimentos ao usar dispositivos digitais, são frequentes.
- Sedentarismo: A redução da atividade física pode levar a problemas de saúde como ganho de peso, doenças cardiovasculares e diabetes, devido ao tempo excessivo gasto em atividades sedentárias.

## Dependência digital em Jogos eletrônicos
Os jogos eletrônicos são uma forma popular de lazer que evoluiu com o avanço tecnológico, oferecendo maior realismo e interatividade. Embora esses jogos possam promover aprendizado, socialização e desenvolvimento de habilidades, seu uso excessivo pode causar sérios problemas de saúde física e mental, afetar o desempenho acadêmico e prejudicar relacionamentos. Uma pequena parcela dos jogadores pode desenvolver dependência, caracterizada por uso intenso, pensamentos obsessivos sobre o jogo, isolamento social e sintomas negativos quando não pode jogar. O DSM-5  reconhece a dependência como "Transtorno de jogo pela internet", como o CID-11 também, pelo termo "Dependência de Videogames". As taxas de dependência variam amplamente, de 0,3% a 38%, com adolescentes do sexo masculino sendo um grupo de risco significativo, frequentemente associados a comorbidades como depressão e ansiedade social. Estudos no Brasil ainda são necessários para entender melhor o impacto desse transtorno.

## Sintomas e Consequências da Dependência Digital
A dependência digital pode se manifestar de diversas formas, afetando tanto a saúde mental quanto física dos indivíduos. As pessoas que sofrem desse problema podem apresentar uma preocupação bastante excessiva com dispositivos digitais, por exemplo, sentindo uma necessidade constante de estarem conectadas e verificando a todo momento notificações e atualizações. Esse comportamento pode levar à diminuição da interação social, uma vez que muitas vezes preferem interagir online, o que pode resultar em um certo isolamento social. Além disso, o uso excessivo desses, especialmente antes de dormir, pode causar alterações no padrão de sono, como insônia ou um sono de má qualidade. Além disso, a produtividade também pode ser afetada pois o tempo gasto em atividades digitais pode interferir nas obrigações diárias, como o trabalho e estudos, levando a uma maior queda de desempenho.
Estudos indicam que essa dependência pode afetar tanto a estrutura quanto a função cerebral, impactando áreas como o córtex (lobos frontal, parietal, temporal e occipital), cerebelo e estruturas subcorticais, incluindo os gânglios basais, tálamo e hipocampo. A região mais vulnerável é o córtex pré-frontal, crucial para funções executivas como tomada de decisão e controle de impulsos12.
As consequências podem ser graves e duradouras, e dentre elas podem se destacar problemas de saúde mental, como depressão e ansiedade, que podem ser agravados pela falta de interação social e pelo conteúdo consumido online. Além disso, o uso prolongado de telas e a postura inadequada podem causar problemas físicos como dores nas costas, fadiga ocular e sedentarismo, e em casos mais extremos podem surgir sintomas de abstinência como irritabilidade ou inquietação, quando não é possível acessar os dispositivos. Essas condições também podem ter um impacto negativo significativo na vida pessoal e profissional dessas pessoas, prejudicando até relacionamentos e oportunidades de carreira, por exemplo. No contexto educacional, os desafios podem incluir dificuldades de concentração e um desempenho acadêmico cada vez mais reduzido.

### Consequências nas relações sociais
A dependência digital tem sido associada a um aumento na ansiedade social e solidão. As interações sociais online, como nas redes sociais, podem amplificar esses sentimentos, especialmente entre jovens adultos e estudantes universitários. Estudos mostram que o uso excessivo de redes sociais pode reduzir o bem-estar psicológico, diminuir a autoestima e aumentar a sensação de isolamento. A comparação constante com a vida idealizada dos outros nas redes sociais pode levar a sentimentos de inveja e depressão, o que, por sua vez, afeta negativamente as relações interpessoais e o bem-estar geral.
Além disso, a dependência digital pode resultar em uma diminuição da qualidade das interações face a face, que são fundamentais para o desenvolvimento de habilidades sociais e emocionais. O uso excessivo de dispositivos digitais pode prejudicar a capacidade de interpretar sinais não verbais, como expressões faciais e gestos, essenciais para uma comunicação eficaz. Esse enfraquecimento nas habilidades sociais pode levar a dificuldades na formação de relacionamentos significativos, criando barreiras na comunicação e resultando em interações menos satisfatórias e conectadas.

## Métodos de tratamento

### Terapia Cognitivo comportamental
Umas das formas de tratamento é através da Terapia Cognitivo-Comportamental (TCC), esse é um tipo de abordagem psicoterapêutica baseada em evidênciasl. A TCC se baseia no modelo cognitivo-comportamental, que propõe que pensamentos influenciam sentimentos e, consequentemente, comportamentos. Assim, ao modificar pensamentos disfuncionais, é possível promover mudanças comportamentais.
Nesse tipo de tratamento, são divididos em três partes: "Modificação Comportamental", "Reconstrução Cognitiva" e "Questões Funcionais". Na primeira etapa de "Modificação Comportamental", é feita a redução gradual do tempo online, criando um cronograma de uso saudável da Internet e incentivando atividades não relacionadas à Internet. Na etapa de "Reconstrução Cognitiva", há a identificação e correção dos gatilhos e condicionamentos que levam ao uso excessivo da Internet, promovendo uma reestruturação cognitiva. E na última etapa de "Questões Funcionais" o foco é em melhorar o funcionamento individual e profissional, auxiliando na prevenção de recaídas.

### Tratamentos baseados em Terapia Cognitivo Comportamental
Há um método de tratamento em que combina o TCC com outras terapias, como farmacologia, psicoterapia e aconselhamento familiar, para abordar questões complexas de maneira mais eficaz. Estudos mostraram que a TCC combinada com musicoterapia e programas educacionais pode reduzir sintomas de vício digital, como ansiedade, depressão e impulsividade, especialmente em adolescentes.
Intervenções específicas, como programas de reestruturação cognitiva e aceitação (ACRIP), campamentos terapêuticos (S-TRC) e programas escolares baseados em teorias cognitivas e de autocontrole, demonstraram eficácia em reduzir o uso excessivo da internet, melhorar o autocontrole e aumentar a autoeficácia. Essas abordagens também mostraram potencial para prevenir o desenvolvimento de vícios digitais, promovendo um equilíbrio saudável entre o uso da internet e outras atividades da vida cotidiana. Em geral, esses tratamentos combinados e baseados em TCC têm mostrado resultados promissores na redução da gravidade do vício digital e na melhora do bem-estar psicológico dos adolescentes.

### Intervenção baseada em tecnologias
Intervenções baseadas em tecnologias digitais estão emergindo como promissoras soluções para tratar vícios digitais, como o uso excessivo da internet e dispositivos eletrônicos. Essas intervenções utilizam plataformas digitais, como ferramentas web, aplicativos móveis, wearables e realidade virtual, para avaliar e tratar uma ampla gama de transtornos de saúde mental, incluindo depressão, ansiedade e vícios comportamentais.
Exemplos incluem programas como o "Wise IT-use", que combinou treinamento online e workshops presenciais para reduzir os sintomas de vício em jogos digitais em adolescentes. Esse programa foi construído com base em três componentes: assimilação, interação e reflexão, onde os princípios de aprendizado foram integrados em jogos, atividades interativas e reflexão orientada.

Outro exemplo é o uso de aplicativos móveis, como o desenvolvido por Lazarinis et al., que usa histórias para educar crianças sobre os riscos da internet, ou o "HAPPYTEEN", um aplicativo baseado em modelos teóricos e terapias cognitivo-comportamentais, demonstrando eficácia no tratamento de adolescentes com vício em jogos digitais. Essas intervenções mostram que tecnologias digitais podem ser eficazes no tratamento e prevenção de vícios digitais, especialmente quando personalizadas para o usuário.